# Trosa (đô thị)
Đô thị Trosa (tiếng Thụy Điển: Trosa kommun) là một đô thị ở hạt Södermanland của Thụy Điển. Thủ phủ là thị xã Trosa. Dân số thời điểm 31 tháng 12 năm 2000 là 10197 người.